# ユレン・アギナガルデ
ユレン・アギナガルデ・アキズ（Julen Aguinagalde Akizu、1982年12月8日 - ）は、スペイン・バスク州ギプスコア県イルン出身の男子ハンドボール選手。ポジションはポスト。